# István Csizmadia
István Csizmadia   (Budapest, 16 de desembre de 1944) és un piragüista hongarès, ja retirat, que va competir durant les dècades de 1960 i 1970.
El 1968 va prendre part en els Jocs Olímpics d'Estiu de Ciutat de Mèxic, on va guanyar la medalla de bronze en la prova del K-4 1.000 metres del programa de piragüisme. Formà equip amb Csaba Giczi, Imre Szöllősi i István Timár.
En el seu palmarès també destaquen una medalla de plata i una de bronze al Campionat del Món en aigües tranquil·les i una de bronze al Campionat d'Europa.